# どこの家にも怖いものはいる
『どこの家にも怖いものはいる』（どこのいえにもこわいものはいる）は、三津田信三による日本のホラー小説。
単行本は、2014年8月10日に中央公論新社より書き下ろしで刊行された。文庫版は、2017年6月22日に中公文庫より刊行された。単行本・文庫版ともに、装幀は鈴木久美が、装画は谷川千佳が担当している。2017年には、姉妹編『わざと忌み家を建てて棲む』が刊行されている。

## あらすじ

### 序章
ホラーミステリ作家の〈僕〉は、愛読者である三間坂と、神保町の喫茶店〈エリカ〉などで会って話をするようになる。あるとき、三間坂は、「まったく関係のない2つの怪談なのに、どこか妙に似ていると感じられる話がある」という。

### 1つ目の話 向こうから来る 母親の日記
大佐木夫人は、新築で一戸建ての広い家に、夫と長女の夏南と暮らしている。夏南の部屋の壁紙を、牧場の風景が描かれたものにしたが、夏南はそれが気に入ったらしく、喜んでいる。そんなある日、夫人は、夏南が子ども部屋の壁に向かって、ひとり言を口にしているのを目にする。

### 2つ目の話 異次元屋敷 少年の語り
ある日、鉋太は、学校からの帰り道で、晨鶏（しんけい）屋敷と呼ばれる屋敷の近くにある〈祈願の森〉で友達と遊んでいた。しかし、なぜかみんな帰ってしまい、1人残された鉋太は、髪の長い女の人と会う。

### 3つ目の話 幽霊物件 学生の体験
〈俺〉は、受かった大学に通うために、〈門沼ハイツ〉というアパートに引っ越した。家賃のほかに敷金や礼金まで安かったが、不思議に思ったりすることはなかった。しばらくして、〈俺〉は、夜中に屋根の上で奇妙な物音がするのを耳にする。

### 4つ目の話 光子の家を訪ねて 三女の原稿
沙緒梨は、光子に連れ出された慎也を助け出すために、〈光子の家〉へ行く。家の中には、妙な文言が書かれた紙が各所に貼られてあり、複雑な気分になりながらも、沙緒梨は、しんとした屋内を、慎也を探して歩き回る。

### 5つ目の話 或る狂女のこと 老人の記録
これは、〈筆者〉が祖母からきいた話である。某村で勢力を誇っていた某家の当主の妹である亀代子が、蔵の中で女の子を産んだ。その女の子は、幼い頃に、何とも奇妙な〈独り言〉を発するのだった。

### 終章
〈僕〉は、三間坂と新宿のとある割烹で会い、5つの話について話し合い、5つの別々の話なのに奇妙な類似性が感じられる理由について、ある解釈を行う。

## 登場人物
〈僕〉
ホラーミステリ作家。『ホラー作家の棲む家』でデビュー。
三間坂秋蔵（みまさか しゅうぞう）
河漢社（かかんしゃ）の編集者。
平松令三（ひらまつ れいぞう）
京都の大学の教授。著作に『真宗史論攷』など。
1つ目の話 向こうから来る 母親の日記
大佐木（おおさき）
主婦。
夏南（かな）
大佐木家の長女。
武内優紀（たけうち ゆうき）
夏南と同年代の幼女。
佐伯樹理（さえき じゅり）
夏南と同年代の幼女。
黒田（くろだ）
町内会の会長。
野村悠斗（のむら ゆうと）
3歳児。
2つ目の話 異次元屋敷 少年の語り
石部鉋太（いしべ ほうた）
少年。
篠塚（しのづか）
教師。
3つ目の話 幽霊物件 学生の体験
〈俺〉
学生。
上田（うえだ）
205号室の住人。女性。
向井（むかい）
103号室の住人。男性。
4つ目の話 光子の家を訪ねて 三女の原稿
生方高士（うぶかた たかし）
都内に住む男性。
光子（みつこ）
高士の妻。
志緒利（しおり）
高士の長女。
果緒莉（かおり）
高士の次女。
沙緒梨（さおり）
高士の三女。
慎也（しんや）
高士の長男。
5つ目の話 或る狂女のこと 老人の記録
亀代子（きよこ）
某家の当主の妹。
世智（よち）
亀代子の娘。

## 他作品とのリンク
三津田信三の他の作品とのリンクが見られる。
刀城言耶シリーズとのリンク
- 『厭魅の如き憑くもの』の舞台となった蒼龍郷の神々櫛村に関する言及がある
- 『首無の如き祟るもの』に登場する刀城牙升に関する言及がある
- 『幽女の如き怨むもの』の執筆に関する言及がある

死相学探偵シリーズとのリンク
- 喫茶店〈エリカ〉は、死相学探偵シリーズの『五骨の刃』や『八獄の界』でも登場する。

単発作品とのリンク
- 梳裂山地に昔から伝わる〈のぞきね〉という化物に関する言及があるなど、『のぞきめ』とのリンクがある。